# Vlastimil Zavřel
Vlastimil Zavřel (* 4. srpna 1954 České Budějovice) je český herec a dabér.
V animovaném seriálu Simpsonovi od roku 2003 dabuje do češtiny postavu Homera Simpsona. Ve videohře Mafia II namluvil postavu Joea Barbara.

## Život
Narodil se v umělecké rodině, matka byla baletka a otec operetní zpěvák. Bratr Jiří Zavřel (5. října 1949 – 1. června 2010) byl taktéž dabérem (např. Bud Spencer). Dědeček i babička rovněž působili v opeře. Vystudoval herectví na Státní konzervatoři. Po absolutoriu v roce 1976 nastoupil do plzeňského Divadla J. K. Tyla. Zároveň hostoval v pražském Divadle E. F. Buriana, a také v Hudebním divadle Karlín, s nímž spolupracuje dodnes. Po vojně nastoupil do angažmá v Realistickém divadle Zdeňka Nejedlého, kde zůstal celých sedmnáct let. Z něj odešel v roce 1996 do pražského Divadla v Dlouhé, kde působí dodnes. V současnosti (2022) hraje v seriálu Ordinace v růžové zahradě, kde ztvárňuje roli nerudného a úplatného podnikatele Jindřicha Valšíka, nyní již důchodce.
Za roli komisaře Ledviny v muzikále Adéla ještě nevečeřela byl oceněn cenou Thálie za rok 2008. Je znám i jako Joe Barbaro z videohry Mafia II, která byla vydána v roce 2010.

## Divadelní role, výběr
- 1985 Vasilij Šukšin: Čáry na dlani, Saňka Žuravlov, Realistické divadlo, režie Miroslav Krobot
- 2011 Peter Stone, Rupert Holmes: Vražda za oponou, Daryl Grady, Hudební divadlo Karlín, režie Antonín Procházka

## Filmografie (výběr)
- 1971 – Dívka na koštěti
- 1975 – Dva muži hlásí příchod
- 1979 – Čas pracuje pro vraha
- 1984 – Fešák Hubert
- 1989 – Vrať se do hrobu!
- 1991 – Tankový prapor
- 1993 – Česká soda (TV seriál)
- 1997 – Báječná léta pod psa (TV film)
- 1998 – Milenec lady Chatterleyové (TV film)
- 1999 – Z pekla štěstí
- 2001 – Z pekla štěstí 2
- 2003 – Mazaný Filip
- 2004 – Poklad na Sovím Hrádku (TV film)
- 2011 – Tajemství staré bambitky (TV film)

## TV seriály (výběr)
- 1980 – Arabela
- 1982 – Malý pitaval z velkého města (role v epizodě Včelař)
- 1984 – Sanitka (role v epizodě – Epizoda 8)
- 1988 – Chlapci a chlapi (role v epizodě Povolanci)
- 1993 – Arabela se vrací aneb Rumburak králem Říše pohádek
- 1993 – Česká soda
- 1994 – O zvířatech a lidech (role v epizodě Sázka)
- 1995 – Nováci
- 1996 – Hospoda (role v epizodách Závěť a Záskok)
- 1999 – Policajti z předměstí
- 2000 – Četnické humoresky (role v epizodě Ochotníci)
- 2000 – Pra pra pra
- 2001 – Šípková Růženka
- 2004 – Místo nahoře
- 2004 – Nadměrné maličkosti (role v epizodě Léčba neklidem)
- 2004 – Pojišťovna štěstí
- 2007 – Trapasy
- 2008–2020 Ordinace v růžové zahradě 2
- 2009 – Vyprávěj (role v epizodě Je to ten pravý?)
- 2012 – Kriminálka Anděl (role v epizodě Pomsta)
- 2018 – Specialisté (role v epizodě Duel)

## Videohry
- 2010 – Mafia II